# 서독 적십자 병원
서독 적십자 병원 (West German Red Cross Hospital)은 6·25 전쟁이 발발한 당시 서독이 파견한 야전병원이다.

## 역사
1953년 4월 7일 아데나워 총리가 아이젠하워 미 대통령을 방문하였을 때, 독일연방공화국 정부의 의료단 파견은 공식 제의했다. 
1954년 1월 28일 선발대가 한국에 도착하였다.
1954년 2월 8일 본대가 독일에서 한국으로 출국하였다.
서독 적십자 병원은 1954년 5월 17일 개원하여 1959년 3월 14일 폐원할 때 까지 24만 명 이상의 환자를 수용했다. 6000명 이상의 출산을 도왔고, 1만6000여 건의 수술을 집도했다.
1959년 4월 13일 병원장 후 박사가 독일로 출국하였다.
이러한 활약에도 그동안 독일은 6.25전쟁 의료지원국에 포함되지 않았다. 이유는 서독 적십자 병원이 정전협정 이후부터 본격적으로 활동했기 때문이다. 
그러나 2017년 7월 문재인 대통령이 독일을 방문했을 때 독일 의료지원단원과 후손을 만나 감사의 마음을 전하면서 독일의 6·25전쟁 참전 사실이 주목받았다.
이후 국방부와 학계 고증을 거쳐 2018년 6월 독일을 6·25전쟁 의료지원국으로 공식 인정하고 참전국에 포함시켰다.

## 요약
- 입국: 1954년 1월 28일 (선발대) / 1954년 2월 (본대)
- 출국: 1959년 4월
- 병원 운영기간: 1954년 5월 17일 (개원일) ~ 1959년 3월 14일 (폐원일)
- 활동 지역: 부산
- 파견 인원: 80 (근무인원) / 200 (연인원)
- 수상내역:
  - 미국 동엽(銅葉) 자유훈장: '귄터 후베르 (Günther Huwer)' - 병원장 (1956-09-28)[8]
  - 대통령표창: '칼 하우저 (Karl Hauser)' - 병원 엔지니어, 유일한 생존자 (2017-07-05)[9][10]

## 같이 보기
- 6.25 전쟁 의료지원단 파견 국가
- 6.25 전쟁 유엔군 파병 국가

## 참고 자료
- 6.25 전쟁시 독일 의료지원단 파견과 성과